# Gabriel Kunda Junior
Gabriel Bwalya Kunda Júnior (Lusaka, nacido el 2 de octubre de 1992) comúnmente conocida como Gabriel Kunda, Jr. es un futbolista Zambia que funciona principalmente como un mediocampista central.

## Clubes
Actualizado el 14 de julio de 2015.
| Club              | País   | Año         | Partidos | Goles |
| ----------------- | ------ | ----------- | -------- | ----- |
| Valencia Mestalla | España | 2013 - 2014 | 20       | 0     |
| Real Zaragoza     | España | 2014 - 2015 | 14       | 0     |
| Levante UD        | España | 2015 - 2016 | 0        | 0     |
| Villarreal CF     | España | 2016 - 2017 | 0        | 0     |